# سفارة المجر في النمسا
سفارة المجر في النمسا هي أرفع تمثيل دبلوماسي لدولة المجر لدى النمسا. تقع السفارة في فيينا وهي تهدف لتعزيز المصالح المجرية في النمسا.

## وصلات خارجية
- الموقع الرسمي